# ATP de Melbourne
O ATP de Melbourne – ou Melbourne Summer Set, na última edição – foi um torneio de tênis profissional masculino, de categoria ATP 250.
Realizado em Melbourne, no sudeste da Austrália, durou dois anos, sendo o primeiro com dois eventos e o segundo com um, sempre ATP 250. Substituíram os eventos de Adelaide e Auckland para controlar a movimentação de jogadores, como forma de prevenção durante a pandemia de COVID-19. Os jogos eram disputados em quadras duras durante o mês de janeiro.

## Finais

### Simples
| Ano         | Campeão       | Vice-campeão          | Resultado |
| ----------- | ------------- | --------------------- | --------- |
| 2022        | Rafael Nadal  | Maxime Cressy         | 7–66, 6–3 |
| 2021 (GORO) | Jannik Sinner | Stefano Travaglia     | 7–64, 6–4 |
| 2021 (MRO)  | Daniel Evans  | Félix Auger-Aliassime | 6–2, 6–3  |

### Duplas
| Ano         | Campeões                    | Vice-campeões                             | Resultado |
| ----------- | --------------------------- | ----------------------------------------- | --------- |
| 2022        | Wesley Koolhof Neal Skupski | Aleksandr Nedovyesov Aisam-ul-Haq Qureshi | 6–4, 6–4  |
| 2021 (GORO) | Jamie Murray Bruno Soares   | Juan Sebastián Cabal Robert Farah         | 6–3, 7–67 |
| 2021 (MRO)  | Nikola Mektić Mate Pavić    | Jérémy Chardy Fabrice Martin              | 7–62, 6–3 |